# هرن-زولتسباخ
هرن-زولتسباخ (به آلمانی: Herren-Sulzbach) یک شهر در آلمان است که در Lauterecken-Wolfstein واقع شده‌است. هرن-زولتسباخ ۱۸۷ نفر جمعیت دارد.